# Martin Gottfried Julius Schöne
Martin Gottfried Julius Schöne, auch Schoene (* 18. Juli 1810 in Alt-Driebitz (poln. Stare Drzewce, Wschowa); † 1873 in Lombard, Illinois, USA) war ein evangelischer Pfarrer und Abgeordneter der Preußischen Nationalversammlung.
Am 4. April 1832 wurde Schöne „für den Abgang zur Universität geprüft und am 13. April mit dem Zeugnis des 2. Grades entlassen“. Dabei hatte er auch „die Reife im Hebräischen erlangt.“ Von 1839 bis 1849 war er Pastor der preußischen evangelischen Landeskirche in Rothenburg an der Oder (poln. Czerwieńsk). 1848 wurde er Abgeordneter der Preußischen Nationalversammlung, anschließend auch der Preußischen Zweiten Kammer (1848/1849). Nachdem er 1849 vom Breslauer Konsistorium abgesetzt wurde, gründete er eine freie evangelische Gemeinde, die aber nicht lange bestand.  1858 wanderte er nach Amerika aus.